# Generació perduda
| Generacions |
| --- |
| |
| Generació perduda Gran generació Generació silenciosa Baby boomers Generació X Generació Y Generació Z Generació Alfa |
| |

La generació perduda és la generació especialment referida a intel·lectuals estatunidencs florida en el període d'entreguerres entre la dècada del 1920, entre la Primera Guerra Mundial i la crac del 29. Aquests es van exiliar a Europa i compartien una visió del món, present a les seves obres. Els autors més destacats del grup són John Dos Passos, Ezra Pound, William Faulkner, Ernest Miller Hemingway, John Steinbeck i Francis Scott Fitzgerald. Sembla que la denominació va sorgir de Gertrude Stein, si bé va ser Hemingway qui la va popularitzar.
Una de les característiques principals de la Generació Perduda és el fet que està formada per un grup d'intel·lectuals dels Estats Units d'Amèrica que van viure l'experiència de la Primera Guerra Mundial. La dècada dels anys vint va ser una època dura en què la fe en l'home es va veure afectada pel poder que les armes i les innovacions industrials van tenir en la recent Gran Guerra o Primera Guerra Mundial. Aquesta guerra va ser la més dura del moment a causa dels avenços tecnològics que es van produir durant la Revolució Industrial. Aquest fet és un element clau a l'hora de comprendre la seva percepció del món. Marcats per les dures experiències viscudes durant la guerra, els escriptors de la Generació Perduda es troben perduts, sense un rumb aparent, presoners d'una societat que a poc a poc s'intenta recuperar de la guerra, oblidant-la a través de l'alcohol, les festes i una vida materialista i superficial, que podria interpretar-se com un “Carpe diem” constant.